# Corum (entreprise)
Pour les articles homonymes, voir Corum.
 (octobre 2021).
Corum est une entreprise horlogère suisse, basée à La Chaux-de-Fonds.

## Historique
En 1955, Gaston Ries et René Bannwart décident de transformer leur petite fabrique de montres en marque horlogère.
Une année plus tard, les premières montres font leur entrée sur le marché. La « clé Corum » est le logo de la marque, qui apparaît par exemple comme contrepoids sur l'aiguille des secondes du modèle Admiral's Cup.
En janvier 2000, l’arrivée d’un nouveau propriétaire et président, Severin Wunderman, redonne une nouvelle impulsion à Corum.
Le 25 juin 2008, Severin Wunderman décède à l'âge de 69 ans.
En janvier 2010, à l’aube de l’année jubilaire de la marque Corum, son père fondateur René Bannwart, décède dans sa 95e année.
En avril 2013, la Maison Corum annonce la reprise de son actionnariat par le groupe China Haidian Holdings Limited, aujourd'hui nommé Citychamp Watch & Jewellery Ltd. Au terme de cet accord, le groupe devient propriétaire de la maison horlogère, établie à La Chaux-de-Fonds.
Après Antonio Calce (2007-2014) et Davide Traxler (2015-2017), ce sera au tour de Jérôme Biard d’abandonner la direction de la marque horlogère chaux-de-fonnière à fin 2018. Celle-ci sera reprise par un comité de management représenté par Yeznig Maghdessian, Soon Boon Chong et Maxime Ranzoni.

## Collections
- Admiral's Cup[2]
- Golden Bridge[2]
- Romulus[2]
- Artisans[2]
- Coin Watch